# 奥利弗·巴比克
奥利弗·巴比克（Oliver Babic，1994年6月3日—），丹麥男子羽毛球運動員。

## 簡歷
2013年3月，18歲的奥利弗·巴比克代表丹麥出戰在土耳其安卡拉舉行的歐洲青年羽毛球錦標賽，除贏得混合團體冠軍外，又與卡斯珀·安东森贏得男子雙打冠軍。

## 主要比賽成績
只列出曾進入準決賽的國際賽事成績：
| 年份   | 賽事                 | 公開賽級別 | 項目     | 拍檔          | 成績   |
| ------ | -------------------- | ---------- | -------- | ------------- | ------ |
| 2013年 | 歐洲青年羽毛球錦標賽 | 其他       | 混合團體 | －            | 冠軍   |
| 2013年 | 歐洲青年羽毛球錦標賽 | 其他       | 男子雙打 | 卡斯珀·安东森 | 冠軍   |
| 2014年 | 葡萄牙羽毛球國際賽   | 國際系列賽 | 男子雙打 | 卡斯珀·安东森 | 準決賽 |
| 2014年 | 芬蘭羽毛球國際賽     | 國際系列賽 | 男子雙打 | 卡斯珀·安东森 | 亞軍   |
| 2015年 | 愛沙尼亞羽毛球國際賽 | 國際系列賽 | 男子雙打 | 卡斯珀·安东森 | 準決賽 |
| 2015年 | 葡萄牙羽毛球國際賽   | 國際系列賽 | 男子雙打 | 卡斯珀·安东森 | 準決賽 |
| 2015年 | 荷蘭羽毛球國際賽     | 國際系列賽 | 男子雙打 | 卡斯珀·安东森 | 冠軍   |
| 2015年 | 西班牙羽毛球國際賽   | 國際挑戰賽 | 男子雙打 | 卡斯珀·安东森 | 亞軍   |

| 2007-2017年 | 首要超級賽 | 超級賽 | 黃金大獎賽 | 大獎賽 | 國際挑戰賽 | 國際系列賽 | 未來系列賽 | 其他 |

| 2018-2026年 | 總決賽 | 超級1000賽 | 超級750賽 | 超級500賽 | 超級300賽 | 超級100賽 | 國際挑戰賽 | 國際系列賽 | 未來系列賽 | 其他 |